# 馬哥波羅 (電影)
《馬哥波羅》是1975年邵氏電影公司發行，張徹導演執導之武打電影。

## 電影內容
意大利探險家馬哥波羅（李察哈里遜）來到大都，並在晉見元世祖時，巧遇刺客入宮行刺。在眾蒙古武士的護衛下，元世祖安全無恙，遂命馬為總督，率兵前往揚州追查餘黨下落並剿殺之。 
 而殉難者的四名結拜兄弟，在得知此事後隨著其妻（施思）前往其父所在之天道莊習武，立志為義兄復仇。馬在抵達揚州後亦有感於漢人力抗外族之決心，決意回到意大利，並將蒙古君將來攻之事告知反元志士們...

## 人物角色
| 角色名稱 | 演員       | 備註         |
| -------- | ---------- | ------------ |
|          | 傅聲       | 反元志士     |
|          | 戚冠軍     | 反元志士     |
|          | 施思       | 天道莊主之女 |
| 馬哥波羅 | 李察哈里遜 |              |
|          | 唐炎燦     | 反元志士     |
|          | 郭追       | 反元志士     |
|          | 盧迪       | 天道莊主     |
| 才達魯   | 梁家仁     | 蒙古武士     |
| 阿不拉花 | 劉家輝     | 蒙古武士     |
| 都立丹   | 王龍威     | 蒙古武士     |
|          | 張亦飛     |              |
| 雲裏翻   | 陳慧樓     |              |
|          | 李影       |              |
| 忽必烈   | 李桐春     |              |
|          | 黃家達     | 刺客         |
|          | 鄧德祥     | 刺客         |
|          | 丁華寵     | 刺客之弟     |
|          | 韓江       |              |
|          | 林輝煌     |              |

## 備註
1. ↑  香港電影票房 1975 〔華語電影〕 的存檔，存档日期2008-08-04.，〈香港電影票房全紀錄〉

## 外部連結
- 香港影庫上《馬哥波羅》的資料（繁體中文）
- 豆瓣电影上《馬哥波羅》的資料 （简体中文）
- 时光网上《馬哥波羅》的資料（简体中文）
- AllMovie上《馬哥波羅》的资料（英文）
- 爛番茄上《馬哥波羅》的資料（英文）
- 互联网电影数据库（IMDb）上《馬哥波羅》的资料（英文）